# 池田雄一郎
池田 雄一郎（いけだ ゆういちろう、1903年10月18日 - 1973年8月3日）は、日本の物理学者。
静岡県出身。1930年東京帝国大学物理学科卒業、1935年同大学院修了。1939年旧制立教中学教諭、1943年旧制松本高等学校教授、1949年信州大学理学部教授、1952年理学部長、1967年教養部長、1968年学長を歴任した。
俳人としては「魚魯」と号した。